# 流泽镇
流泽镇，是中华人民共和国湖南省邵陽市邵东市下辖的一个乡镇级行政单位。

## 行政区划
流泽镇下辖以下地区：
大坪社区、流泽社区、石里社区、星火村、集义村、仁泉村、六合亭村、栗泉村、土地山村、吉星村、仁家坪村、石和村、明星村、两兴村、竹泉村、新泉村、泉溪村、彭村、阳冲村、豹子庵村、新象村、斤冲村、新梅村、新爱村、中兴村、丰宜村、祠堂边村、龙建村、杨柳村、油茶场村、金石村、春龙村、新陶村、中益村、大龙村、山龙村、文明岭村和阳合村。